# Coker (Alabama)
Coker és una població dels Estats Units a l'estat d'Alabama. Segons el cens del 2000 tenia 808 habitants.

## Demografia
Segons el cens del 2000, Coker tenia 808 habitants, 304 habitatges, i 234 famílies. La densitat de població era de 134,5 habitants/km².
Dels 304 habitatges en un 37,5% hi vivien nens de menys de 18 anys, en un 63,2% hi vivien parelles casades, en un 8,6% dones solteres, i en un 23% no eren unitats familiars. En el 19,4% dels habitatges hi vivien persones soles l'11,5% de les quals corresponia a persones de 65 anys o més que vivien soles. El nombre mitjà de persones vivint en cada habitatge era de 2,66 i el nombre mitjà de persones que vivien en cada família era de 3,02.
Per edats la població es repartia de la següent manera: un 26,7% tenia menys de 18 anys, un 6,3% entre 18 i 24, un 31,3% entre 25 i 44, un 22,5% de 45 a 60 i un 13,1% 65 anys o més.
L'edat mediana era de 36 anys. Per cada 100 dones hi havia 100,5 homes. Per cada 100 dones de 18 o més anys hi havia 98 homes.
La renda mediana per habitatge era de 41.184 $ i la renda mediana per família de 50.875 $. Els homes tenien una renda mediana de 40.250 $ mentre que les dones 26.429 $. La renda per capita de la població era de 18.543 $. Aproximadament el 6,6% de les famílies i el 5% de la població estaven per davall del llindar de pobresa.

## Poblacions més properes
El següent diagrama mostra les poblacions més properes.